# Harvest (広瀬香美のアルバム)
『Harvest』（ハーヴェスト）は、日本の歌手広瀬香美の4枚目のアルバム。1994年12月16日発売。発売元はビクターエンタテインメント。

## 概要
- 前作『SUCCESS STORY』から丁度1年ぶりとなるアルバム。
- 収録されたシングル曲・C/W曲は全てバージョン違いで収録された。
- 「幸せをつかみたい」は、シングルバージョンとは大きく異なり、冒頭に、新たな歌詞が追加されている。
- 「LUCKY GIRL 〜信じる者は救われる〜」は、森口博子への提供曲のセルフカバー。本作に収録のアルバムバージョンでは森口博子がセリフで参加している。

## 収録曲
| 全作詞・作曲・編曲: 広瀬香美。 | |          |            |      |
| #                              | タイトル                                                                                                  | 作詞     | 作曲・編曲 | 時間 |
| 1.                             | 「Beginning」                                                                                             | 広瀬香美 | 広瀬香美   | 1:08 |
| 2.                             | 「素敵なタイミング」                                                                                      | 広瀬香美 | 広瀬香美   | 5:10 |
| 3.                             | 「フォーチュンクッキー」                                                                                  | 広瀬香美 | 広瀬香美   | 5:34 |
| 4.                             | 「幸せをつかみたい（ALBUM VERSION）」(5枚目のシングル。)                                                  | 広瀬香美 | 広瀬香美   | 4:57 |
| 5.                             | 「愛の力」                                                                                                | 広瀬香美 | 広瀬香美   | 5:51 |
| 6.                             | 「MONEY」                                                                                                 | 広瀬香美 | 広瀬香美   | 4:23 |
| 7.                             | 「LUCKY GIRL 〜信じる者は救われる〜（OTANOSHIMI VERSION）」(5枚目のシングル「幸せをつかみたい」のC/W曲。) | 広瀬香美 | 広瀬香美   | 5:54 |
| 8.                             | 「春よ来い」                                                                                              | 広瀬香美 | 広瀬香美   | 4:51 |
| 9.                             | 「ドラマティックに恋して（LA.MIX）」(4枚目のシングル。)                                                   | 広瀬香美 | 広瀬香美   | 4:32 |
| 10.                            | 「Harvest」                                                                                               | 広瀬香美 | 広瀬香美   | 4:55 |
| 合計時間:                      | 合計時間:                                                                                                 | 47:15    |            |      |